# Tarżepol (przystanek kolejowy)
Tarżepol (ros. Таржеполь, krl. Taržal) – przystanek kolejowy w miejscowości Tarżepol, w rejonie prionieżskim, w Karelii, w Rosji. Położony jest na linii Wołchow - Murmańsk.